# Shickshinny
Shickshinny is een plaats (borough) in de Amerikaanse staat Pennsylvania, en valt bestuurlijk gezien onder Luzerne County.

## Demografie
Bij de volkstelling in 2000 werd het aantal inwoners vastgesteld op 959.
In 2006 is het aantal inwoners door het United States Census Bureau geschat op 903, een daling van 56 (-5,8%).

## Geografie
Volgens het United States Census Bureau beslaat de plaats een oppervlakte van
1,0 km², geheel bestaande uit land. Shickshinny ligt op ongeveer 164 m boven zeeniveau.

## Plaatsen in de nabije omgeving
De onderstaande figuur toont nabijgelegen plaatsen in een straal van 16 km rond Shickshinny.